# Tour de Colombie 1988
Le Tour de Colombie 1988, qui se déroule du 8 au 19 juin 1988, est une épreuve cycliste remportée par le Colombien Luis Herrera, qui empoche ainsi son quatrième Tour de Colombie. Cette course est composée d'un prologue et de douze étapes.

## Classement général
| Classement final | Classement final           | Classement final | Classement final     | Classement final    |
|                  | Coureur                    | Pays             | Équipe               | Temps               |
| ---------------- | -------------------------- | ---------------- | -------------------- | ------------------- |
| 1er              | Luis Herrera               | Colombie         | Café de Colombia     | en 37 h 14 min 16 s |
| 2e               | Álvaro Mejía               | Colombie         | Castalia             | + 1 min 31 s        |
| 3e               | Pablo Wilches              | Colombie         | Manzana Postobón     | + 2 min 9 s         |
| 4e               | Fabio Parra                | Colombie         | Kelme - Soda Clausen | + 2 min 20 s        |
| 5e               | Luis Alberto González (es) | Colombie         | Pony Malta           | + 2 min 44 s        |
| 6e               | Álvaro Sierra              | Colombie         | Pinturas Philaac     | + 3 min 14 s        |
| 7e               | Reynel Montoya             | Colombie         | Pony Malta           | + 3 min 42 s        |
| 8e               | Alberto Camargo            | Colombie         | Manzana Postobón     | + 3 min 57 s        |
| 9e               | Carlos Mario Jaramillo     | Colombie         | Manzana Postobón     | + 5 min 30 s        |
| 10e              | Celio Roncancio (it)       | Colombie         | Pony Malta           | + 7 min 11 s        |
| modifier         |                            |                  |                      |                     |